# Getingspindel
Getingspindel (Argiope bruennichi) är en spindelart som hittats i södra och centrala Europa, norra Afrika och Mellersta Östern. Precis som flera andra arter av släktet Argiope är den färgad gul och har svarta märken på kroppen. Den kan även ha en ljusblå eller vitaktig färg på kroppen.

## Utbredning

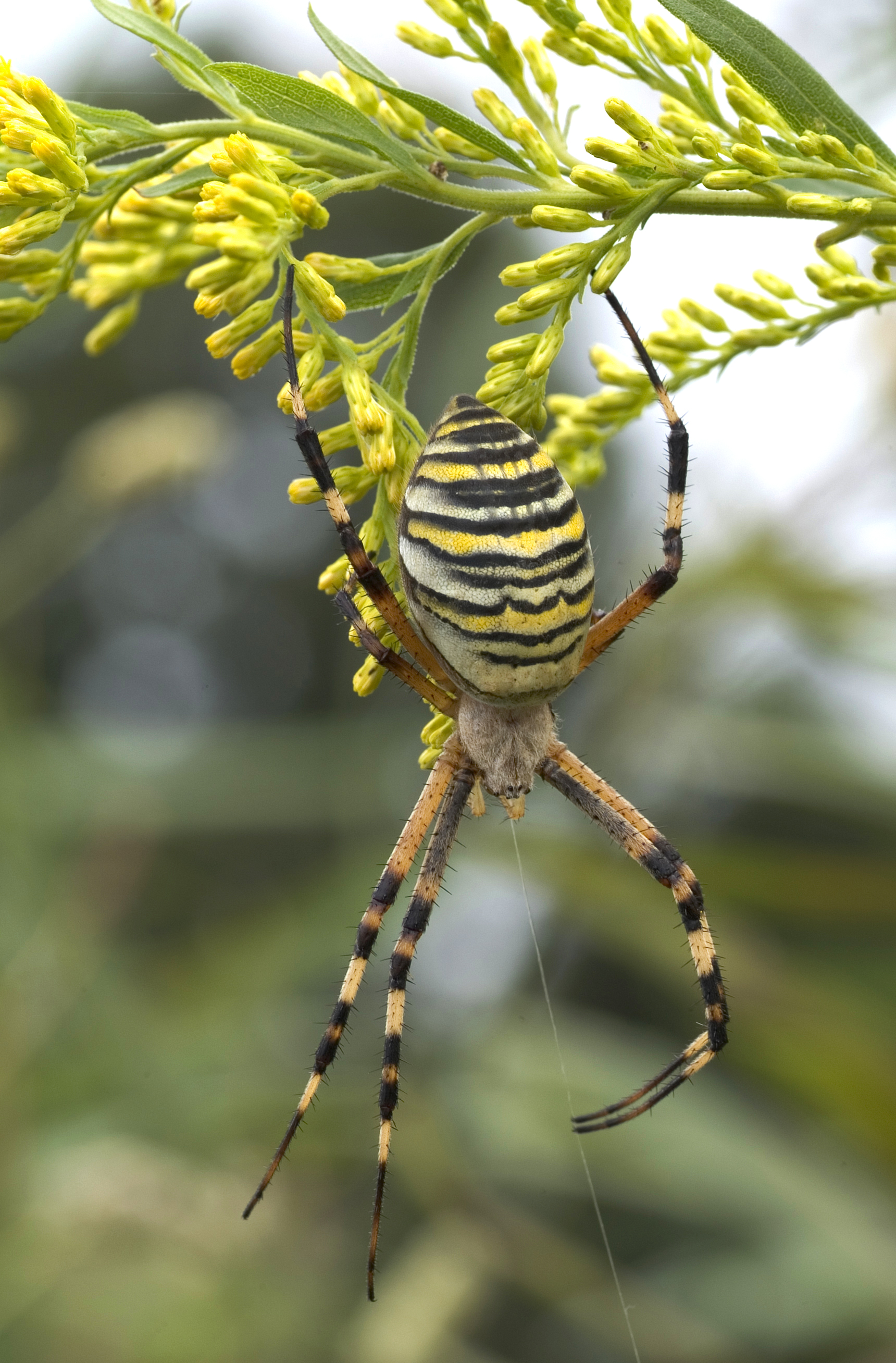
En getingspindel (Argiope bruennichi).

Getingspindeln är ursprunglig i Sydeuropa, norra Afrika och Mellersta Östern. Under 1900-talet har arten spritt sig norrut. I Tyskland och Frankrike är getingspindeln känd sen länge. Dess tidigare nordgräns gick genom norra Frankrike och sydvästra Tyskland, med en nordlig utpost-population i Berlin. En ryckvis spridning norrut har skett från 1930-talet från båda dessa områden. 
I södra England etablerade sig getingspindeln i kustnära områden under andra världskriget. Under 1980-talet nådde arten områden i norra Tyskland där den tidigare inte var känd, till exempel det nordtyska Rügen. Under 1990-talet och efter sekelskiftet har getingspindeln fortsatt att sprida sig. I Danmark upptäcktes de första getingspindlarna i Dyrehaven i Köpenhamn 1992. I Danmark är den senare funnen så pass långt norrut som på norra Jylland. I Storbritannien har den nått mellersta England och i Baltikum gjordes det första fyndet 2002 i Litauen. Den är senare även funnen i Lettland och Estland. Den är även funnen i Finland på 2000-talet. I de delar av Tyskland och Polen där den tidigare inte fanns har den påträffats under 2000-talet. 

### Förekomst i Sverige
Getingspindeln etablerade sig i Skåne under 1990-talet, med en topp 1998. Alla fynd i Sverige var t. o. m. 2001 från södra Skåne, förutom ett tveksamt rapporterat fynd från Gotland 1989. Antalet fynd under 1999-2002 var tre-fem per år. Under 2002 påträffades den dessutom i Blekinge. Under sommaren 2003 ökade antalet fynd markant i Skåne och den hittades också längre norrut, på Öland, i Småland, Västergötland och ända upp till Södermanland. Getingspindeln har i Sverige sedan mitten av 2000-talet stabila populationer i Skåne, Blekinge och på Öland. Den har senare även påträffats i Östergötland och på Gotland. Den första getingspindeln i Uppland påträffades under hösten 2010 på Järvafältet i Sollentuna. 2010 påträffades den även i södra Dalarna. Under 2016 förekom den även i Göteborgsområdet enligt inlägg i Göteborgsposten.[källa behövs]

## Ekologi
Getingspindeln bygger ett hjul-liknande nät på morgonen eller kvällen, för det mesta bland högt gräs nära marken. Detta brukar ta runt en timme. Getingspindlarna vill gärna sitta en bit ned i vegetationen, vilken också bör ha en rik struktur, till exempel vara tuviga, gärna med både gräs och örter. De bygger sitt nät i lä och på solbelysta ställen. Detta ger både hög värmeinstrålning och skydd mot blåst. I närheten av fyndlokalerna finns som regel rinnande eller stillastående vatten som ger högre luftfuktighet. 
Getingspindeln paralyserar sina byten, för det mesta gräshoppor, flugor och bin, genom att injicera sitt gift. Den är antagligen beroende av att det under sommaren finns gott om tillräckligt stora insekter som byten. 
Getingspindeln blir fullvuxen på ett år. Honorna lägger äggen på sensommaren och i september. Dessa omges av en kraftig, brunfärgad kokong, stor som ett ekollon. Ungarna kommer ut ur kokongen på våren och brukar då flyga iväg på små trådar. Hanarna är mycket mindre än honan. 

### Spridningsmekanismer
Getingspindeln verkar att sprida sig till en ny lokal och sedan bli vanligare där innan den sprider sig vidare. Kanske krävs det att de unga getingspindlarna finner gott om andra små getingspindlar i närheten för att de ska bege sig på lång segeltur med hjälp av spinntrådar. Troligt är att spridningen sker genom att ungarna under våren, när de kommer fram ur de tjocka kokonger som honan spunnit föregående höst, släpper ut spinntrådar i luften med vars hjälp de kan komma iväg långa sträckor. Fynd i Tyskland tyder på att de kan sprida sig i luften ända upp till 10 mil. Transport med fordon kan även tänkas ske, men är mindre trolig då arten inte gärna kryper in i fordon eller liknande. Arter som bygger sina nät högre upp i buskar, träd och byggnader följer ofta med bilar, så är inte fallet med arter som bygger sina nät närmare marken, som getingspindeln. Tänkbart kan dock kokonger med ungar följa med i transport av hö eller liknande.

## Getingspindeln och människan
Getingspindeln är ofarlig för människor.